# Le Morte d'Arthur
A Morte de Artur, em francês Le Morte d'Arthur ou Le Morte Darthur, é um livro escrito no século XV pelo inglês Thomas Malory sobre a história do Rei Artur e os Cavaleiros da Távola Redonda. Baseado em crônicas e obras literárias inglesas e francesas, o livro tornou-se um dos mais populares da literatura arturiana.

## Título

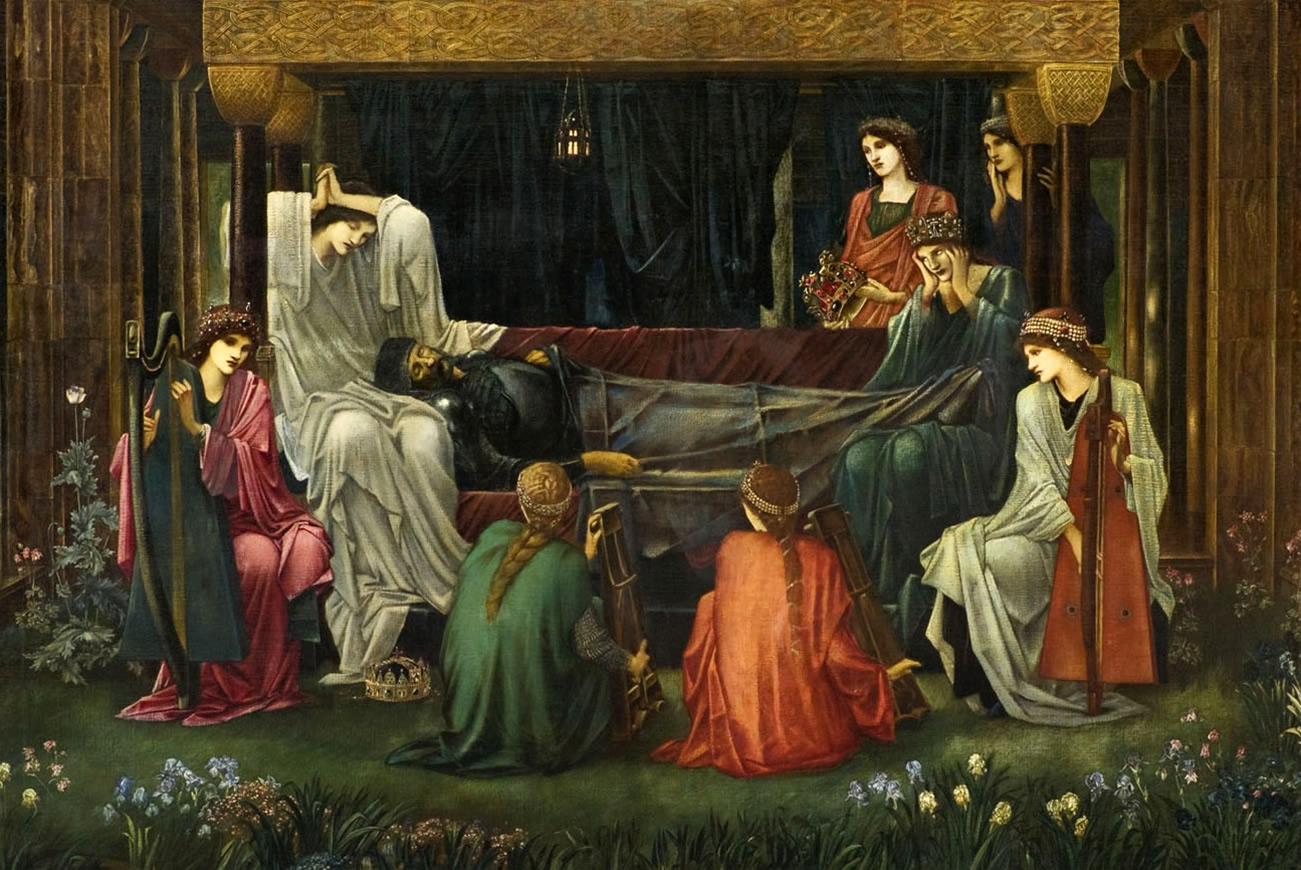
Detalhe de O último sono de Artur, pintura de Edward Burne-Jones

De acordo com o manuscrito de Winchester, Malory entitulou sua obra "O Livro Completo do Rei Artur e sus Nobres Cavaleiros da Távola Redonda", mas William Caxton, editor da primeira versão impressa do livro, deu-lhe o título de "Le Morte d'Arthur", em francês.

## História da publicação
Sir Thomas Malory foi um cavaleiro inglês com terras em Warwickshire e Northamptonshire. A partir de 1450, por razões desconhecidas, adotou uma vida criminosa, passando por várias prisões. Em 1468, após a Guerra das Rosas, na qual passou de apoiar a Casa de Iorque para o lado da Casa de Lencastre, foi novamente encarcerado por ordem do novo rei, Eduardo IV de Inglaterra. Foi numa prisão londrina que Malory escreveu sua obra inspirada nas histórias arturianas. Foi liberado em 1470, mas morreu naquele mesmo ano.
Em 1485, quinze anos após a morte do autor, o livro de Malory foi impresso pelo editor William Caxton. Essa foi a mais antiga versão conhecida até 1934, quando foi descoberto um manuscrito da obra no Colégio de Winchester. Análises do manuscrito mostram que ele foi uma das fontes usadas por Caxton para editar a Morte Darthur.

## Sumário
A Morte de Artur pode ser dividida nas seguintes partes:

### O conto do Rei Artur
A primeira parte apresenta Merlim e descreve como o mago planeja a concepção e nascimento de Artur, filho de Uter Pendragão e Igraine. Artur é criado por D. Heitor e eventualmente retira a Espada na Pedra, o que lhe dá o direito de ser rei da Inglaterra. Com Merlim como conselheiro, o rei Artur ganha várias batalhas, casa-se com Genebra e organiza a Távola Redonda com seus cavaleiros em Camalote.

### O conto do Rei Artur e o Imperador Lúcio
Mensageiros do imperador romano Lúcio exigem que Artur pague tributo a Roma como vassalo. O rei recusa, invocando antigas histórias sobre uma conquista de Roma por guerreiros britânicos. Sem acordo, o exército do rei e o do imperador se preparam para a guerra. No continente, Artur pessoalmente combate e mata um gigante que aterrorizava o povo no Monte São Miguel, na França. Mais tarde o exército do rei ganha o combate com as tropas de Lúcio, e Artur é coroado Imperador.

### O conto de Dom Lancelote do Lago
Essa parte apresenta Lancelote do Lago como o cavaleiro mais virtuoso da corte de Artur. Participa de muitas aventuras: é feito prisioneiro por Morgana, sai vitorioso num torneio em nome do rei Bagdemagus e mata em combate o traiçoeiro D. Turquine, que mantinha vários cavaleiros prisioneiros. Nesse conto também é introduzido o tema do amor proibido entre Lancelote e a rainha Ginebra, ainda que o cavaleiro sempre o negue. A desconfiança despertada pela traição termina levando à caída do reino de Artur.

### O conto de Dom Gareth
O jovem D. Gareth, irmão de D. Galvão (Gauvain), chega à corte do rei Artur como um "Bel inconnu" ("Belo desconhecido"), sem nome nem passado. Após salvar a dama Lyonesse e derrotar vários guerreiros (incluído o Cavaleiro Negro) é reconhecido como um digno cavaleiro da corte.

### O livro de Dom Tristão
Essa seção é inspirada no amor trágico de Tristão e Isolda e tem como fonte principal a obra francesa Tristão em Prosa, do século XIII. Assim, a ênfase está no adultério que comente Isolda (Iseult) com Tristão, uma vez que a rainha está casada com o rei Marcos da Cornualha. Outros personagens importantes dessa parte são os cavaleiros D. Palamedes e D. Dinadan.

### O conto do Santo Graal
Essa parte do livro é inspirada na Demanda do Santo Graal do Ciclo do Lancelote-Graal, obra francesa do século XIII. O Santo Graal aparece milagrosamente na corte do rei Artur, e vários cavaleiros se dispõem a buscá-lo. Participam entre outros Galvão, Lancelote, Percival, Boors e Galaaz (Galahad), filho de Lancelote. Entre as muitas aventuras no caminho, os cavaleiros frequentemente encontram donzelas e eremitas que lhes pedem favores ou lhes dão conselhos. No final, os cavaleiros que conseguem o Graal são Boors, Percival e Galaaz. Galaaz, o mais virtuoso de todos, termina indo ao Céu diretamente, levado por anjos.

### O livro de Dom Lancelote e da rainha Ginebra
O tema do amor proibido de Lancelote e Ginebra é retomado, e os amantes despertam cada vez mais suspeitas da corte. Meleagant, apaixonado Ginebra, rapta a rainha e a leva para seu castelo. Lancelote vem ao socorro de Ginebra e, ao perder seu cavalo, entra no castelo numa carreta, retornando a tema de Lancelote, o Cavaleiro da Carreta, de Chrétien de Troyes (século XII). Em combate, Lancelote acaba matando Meleagant.

### A morte de Artur
D. Morderete (Mordred) e D. Agravain revelam o adultério de Lancelote e Ginebra. Lancelote mata Agravain e escapa, e a rainha é condenada a morrer na fogueira pelo rei Artur. Lancelote e seus companheiros resgatam Ginebra, e na ação morrem Gareth e Gaheris, sobrinhos do rei. Artur declara guerra contra Lancelote, e passa com seu exército à França. Morderete, filho incestuoso de Artur e Morgawse, usurpa o trono do rei, e Artur resolve retornar à Grã-Bretanha. Galvão, ferido, escreve uma carta a Lancelote, pedindo-lhe que venha à ilha ajudar o rei. Na Batalha de Camlann, Artur e Morderete ferem mortalmente um ao outro. Antes de morrer, Artur dá sua espada, Excalibur, para que que D. Bedivere jogue num lago. Ao lançar a espada, Bedivere vê surgir das águas o braço da Dama do Lago, que recolhe a espada e volta a submergir-se. Ao retornar ao rei, Bedivere ajuda Artur a entrar numa embarcação com várias damas (inclusive Morgana), que levam o rei à ilha de Avalon.

## Edições

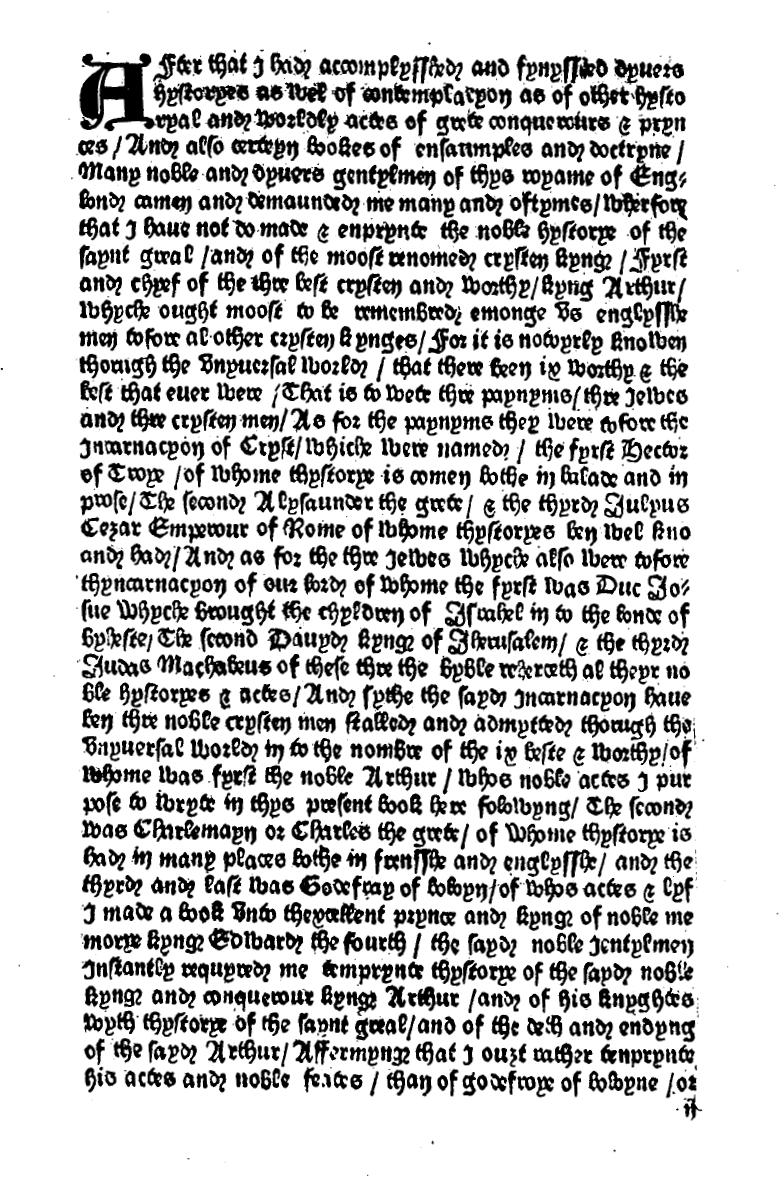
A primeira edição de 1485

Da primeira edição de 1485 apenas duas cópias existem atualmente, uma na Pierpont Morgan Library em Nova Iorque e outra na John Rylands Library em Manchester, Inglaterra. Ao todo, houve cinco edições d'A Morte de Artur entre essa primeira edição e o século XIX. Já em 1498 foi publicada uma segunda edição por Wynkyn de Worde, desta vez com ilustrações, da qual resta um exemplar preservado também na Biblioteca John Rylands. O mesmo de Worde publicou a obra novamente em 1529. A obra seria reeditada em 1557, 1578 e 1634, e após um hiato de 182 anos foi publicada novamente apenas em 1816.
A edição de Caxton de 1485 foi a base de todas as edições subsequentes até 1934, quando foi descoberto um manuscrito d'A Morte de Artur anterior a 1485 no Colégio de Winchester, desde 1976 preservado na Biblioteca Britânica. Pela comparação entre as duas versões, percebe-se que Caxton realizou alterações tanto de conteúdo como no estilo da obra. O manuscrito de Winchester foi usado por Eugène Vinaver para sua edição de 1947, que por sua vez é atualmente a edição padrão para os estudiosos. O texto de Caxton, porém, continua a ser editado.

### Organização da obra
Caxton dividiu o texto da Morte em 21 livros, que por sua vez eram subdivididos em capítulos. O manuscrito de Winchester marca as subdivisões do texto por grandes letras iniciais coloridas, a maioria em vermelho. As subdivisões do manuscrito, 111 em total, em geral correspondem aos livros e capítulos de Caxton. Ao editar o texto de Winchester em 1947, Vinaver dividiu a obra em oito partes, argumentando que Malory não havia concebido a Morte como obra unitária. Apesar de que edições subsequentes do manuscrito dividem o texto como Vinaver, atualmente os estudiosos não apoiam a teoria dos oito livros separados.
Na edição de 1498 de Wynkyn de Worde, os nomes das subdivisões do índice elaborado por Caxton passaram a ser usados como títulos dos capítulos no texto, prática que seguiu sendo usada por editores posteriores.

## Legado
Ainda que não se trate da obra mais antiga sobre o ciclo arturiano, A morte de Artur está entre as mais conhecidas. Ela inspirou obras como o romance de John Steinbeck The Acts of King Arthur and His Noble Knights, a obra Camelot, de T. H. White; e filmes como Excalibur, de John Boorman, ou, indiretamente, The Sword in the Stone de Disney, entre outras obras.